# Unione elettorale cattolica italiana
L'Unione elettorale cattolica italiana (acronimo UECI) fu un'associazione politica italiana costituita da personalità d'ispirazione cattolica e liberale.

## Storia
Fu fondata a Roma nel 1906 da Vincenzo Ottorino Gentiloni, in sostituzione della disciolta Opera dei Congressi, per coordinare le forze cattoliche alle elezioni nazionali.
Nel 1909 Gentiloni salì alla presidenza in seguito al motu proprio di papa Pio X, che sanciva l'entrata dei cattolici in politica. L'UECI assunse un atteggiamento di collaborazione con il governo liberale.

Ebbe la possibilità di entrare in Parlamento soltanto nel 1913, in seguito al Patto Gentiloni.
L'associazione si sciolse nel 1919 per dar vita al Partito Popolare fondato da Luigi Sturzo.